# Кофман Борис Якович
Кофман Борис Якович (нар. 21 грудня 1967, Одеса) — український правник, правозахисник та волонтер, доктор юридичних наук (2020), Заслужений юрист України (2018), «Почесний працівник податкової служби України» (2009), нагрудний знак «За бездоганну службу» 3-го ступеня(2010), радник податкової та митної справи першого рангу(2001), державний службовець 3-го рангу, кавалер ордена «За заслуги» 3-го ступеня (2021).

## Життєпис
Народився 21 грудня 1967 року в місті Одеса, у 1995 році закінчив Одеський національний університет ім І. І. Мечникова, у 2001 закінчив Одеську національну юридичну академію де отримав магістерський ступінь з державного управління та права.
Обіймав посади:
- Заступник начальника управління, а згодом начальник відділу управління економіки і територіального розвитку і промисловості Одеського міськвиконкому. (1996—1998)
- Заступник начальника Державної податкової адміністрації у Суворовському районі м. Одеси, а з квітня 1999 р. Державної податкової інспекції у м. Одесі. (1998—1999)
- Начальника відділу фінансів та бюджету управління фонду соціального страхування від нещасних випадків та профзахворювань, а також начальника відділу перевірок фінансових установ управління валютно-фінансового контролю ДПІ м. Одеси ДПА в Одеській області. (2000—2001)
- Заступник начальника управління, а згодом начальник управління оподаткування фізичних осіб, заступник голови ДПА в Одеській області (2002—2010)
- Перший заступник начальника Державної інспекції з питань захисту прав споживачів в Одеській області. (2010—2012)
- Помічник-консультант народного депутата України (2012—2014)
- Головний консультант в Інституті законодавства Верховної Ради України  (2015-2020) .
- Професор кафедри права Університету імені Альфреда Нобеля (м.Дніпро) (2020-наст. час)

Відповідно до Указу Президента України №527/2022 від 23.07.2023 р. професора Кофмана Б.Я. включено до складу конкурсної комісії з добору кандидатів для здійснення Президентом України призначення на посаду члена Вищої ради правосуддя
Автор понад 30 наукових праць та публікацій серед яких: «Роль міжнародних виборчих стандартів в становленні локальної системи захисту прав людини» (2007), «Теоретические и нормативные подходы к дефинитивному определению и структурной характеристике международных избирательных стандартов» (2008), «Международные избирательные стандарты: правовая природа, содержательная и системная характеристики, актуальные вопросы в национальное законодательство Украины» (2012), «Міжнародні правові стандарти у виборчому праві: до питання дотримання Україною міжнародних виборчих стандартів» (2013), «Міжнародні виборчі стандарти: онтологія, гносеологія та аксіологія поняття та розуміння» (2015), «Право частной собственности граждан на жилые дома и отдельные квартиры» (1999).
- 1994—1998 рр. — депутат Одеської обласної ради, заступник голови постійної комісії по законності та захисту прав громадян
- У 2007 році балотувався до Верховної Ради за списком «Партії вільних демократів».
- З 2007 року — член правління ГО «Фонд Свободи і демократії».
- Був членом політради «Ліберальної партії України».
- Член спілки журналістів України з 1992 року.
- Співзасновник Благодійного Фонду «Пам’яті жертв Голокосту та підтримки колишніх в'язнів гетто і нацистських концтаборів та членів їх родин».

Волонтер та член Ради Одеської регіональної асоціації колишніх в'язнів гетто і концтаборів
Член редколегії наукового журналу Інституту Законодавства Верховної Ради України.
Головний редактор фахового наукового журналу «Соціальний калейдоскоп» .

## Публікації
- Баймуратов М. О., Кофман Б. Я., Старинець А. Г. Безпека информаційних систем [Архівовано 8 жовтня 2019 у Wayback Machine.]. Директива Європейського Парламенту та Ради (ЄС), архів публікацій 2019р
- Баймуратов М. О., Кофман Б. Я., Панасюк С. О. Європейська хартія локальної демократії від «А до Я» [Архівовано 8 жовтня 2019 у Wayback Machine.], архів публікацій 2017р
- Баймуратов М. О., Кофман Б. Я., Панасюк С. О. Європа регіонів: трансграничне співробітництво [Архівовано 8 жовтня 2019 у Wayback Machine.], архів публикацій 2017р
- Баймуратов М. О., Кофман Б. Я., Міжнародні виборчі стандарти: правова природа, змістовна та системна характеристика, актуальні питання імплементації в законодавство України: монографія, Маріуп. держ. ун-т, Представництво європ. орг. публ. права в Україні. — Суми: Університетська книга, 2012. — 229 с.
- Кофман Б. Я. Правова соціалізація як основа реалізації правового статусу людини і громадянина в місцевому самоврядуванні [Архівовано 20 вересня 2019 у Wayback Machine.]// Держава i право. 2019. N83. стр. 118—136
- Кофман Б. Я. Роль міжнародних виборчих стандартів у формуванні національного конституціоналізму, ІІІ Всеукраїнська конференція студентів, аспірантів і молодих учених, 2011
- Кофман Б. Я. Теоретические и нормативные подходы к дефинитивному определению и структурной характеристике международных избирательных стандартов, 2009,

журнал «Порівняльно правові дослідження», Інститут держави і права ім. ВМ Корецького НАН України
- Кофман Б. Я. ВОСПРИЯТИЕ НАЦИОНАЛЬНЫМ ЗАКОНОДАТЕЛЬСТВОМ УКРАИНЫ МЕЖДУНАРОДНЫХ ИЗБИРАТЕЛЬНЫХ СТАНДАРТОВ [Архівовано 13 січня 2021 у Wayback Machine.]. Вісник Маріупольского Державного університету, 2011, серія Право, випуск 2
- Кофман Б. Я. Міжнародні виборчі стандарти та їх імплементація в законодавство України: Маріупольський державний університет. — Маріуполь., 2012.
- Kofman Borys, PhD in Law. Characteristics  [Архівовано 20 вересня 2019 у Wayback Machine.]. Evropsky politicky a pravni diskurs. 2019 Svazek 6 vydani 3. P29-37.
- Kofman Borys, lona Kurovska, Inga Yakaitis. SOCIOLOGICAL ASPECTS OF INNOVATIVE DEVELOPMENT PERSPECTIVES OF HIGHER EDUCATION IN UKRAINE. Наука і освіта. – 2018. — № 2. — 118—124. Web of Science Core Collection
- Кофман Б. Я. Правовий статус людини і громадянина та правові стани особистості в умовах розвитку громадянського суспільства: до питання трансформації. Наукові записки Інституту законодавства Верховної Ради України, (1), 2019
- Kofman Borys. Migration cultures and their outcomes for national security. Journal of Security and Sustainability Issues, 2019, 8(3)
- Kofman Borys. Leading approaches in maintenance of international peace and security. Sustainable Leadership for Entrepreneurs and Academics, 2019
- Кофман Б. Я. Правова соціалізація як основа реалізації правового статусу людини і громадянина в місцевому самоврядуванні. Держава і право.2019.№ 83
- Kofman Borys, Baimuratov Mukhailo. LEGAL STATUS OF AN INDIVIDUAL AS A BASIS FOR SOCIOCULTURAL COMMUNICATION. I Всемирный конгресс в реальном и виртуальном пространстве «Восток-Запад: пересечения культур» /статьи, доклады II Всемирного конгресса в Японии 2019 года/ Япония, Киото, Университет Киото Сангё, издательство «Tanaka Print», Том I, 2019. JAIRO, NII, SCOPUS
- Кофман Б. Я. Характеристика поняття «людина» з позицій конституційного права. Наукові записки Інституту законодавства Верховної Ради України. 2019
- Кофман Б. Я. Принципи інституту громадянства в конституційному праві держави. Наукові записки Інституту законодавства Верховної Ради України, 2019
- Кофман Б. Я. Покоління прав людини та їх вплив на становлення та трансформацію конституційно-правового статусу людини і громадянина. Наукові записки Інституту законодавства Верховної Ради України, 2019
- Кофман Б. Я. Муніципальні права людини(особистості) як фактор вдосконалення конституціцно-правового статусу людини і громадянина. Часопис Київського університету права 2019

- Баймуратов М.О., Бочарова Н.В., Кофман Б.Я.Конституційно-правовий простір місцевого самоврядування України як складова частина Європейського правового простору локальної демократії.The European dimension of modern legal science: Scientific monograph. Riga, Latvia: «Baltija Publishing», 2022. 548 p.Р.26-56. https://mail.google.com/mail/u/0/?tab=rm&ogbl#inbox/FMfcgzGsnBZmSGDPkKVLGplksTDGJGCQ?projector=1&messagePartId=0.1
- Баймуратов М.О., Кофман Б.Я., Наумкіна С.М.Організаційно-нормативна парадигма ювенальної превенції в територіальній громаді: Роль органів місцевого самоврядування в її формуванні та реалізації в умовах миру та воєнного стану.Dnipropetrovsk State University of Internal Affairs): Scientific monograph. Riga, Latvia : «Baltija Publishing», 2023. 552 p. Р.9-41.
- Kurylina, O. ., Baimuratov, M.,Kofman, B., Bobrovnik, D., Voitovych, N.ANÁLISE DE CASOS DE SUCESSO DE REFORMAS ANTICORRUPÇÃO E SUA IMPLEMENTAÇÃO NA UCRÂNIA DEPOIS DA GUERRA. Lex Humana (ISSN 2175-0947), 15(3), 260–271. Recuperado de https://seer.ucp.br/seer/index.php/LexHumana/article/view/2607. (Scopus).
- Баймуратов М.О., Кофман Б.Я.Парадигма «права людини – муніципальні права людини – муніципальна людина» як стратегічно-базовий напрям у формуванні та функціонуванні демократичної правової державності.Правовий часопис Донбасу/ LAW JOURNAL OF DONBASS No 4(81) vol. 1, 2022. С.3-9.
- Баймуратов М.О., Кофман Б.Я.Україна у системі міжнародного європейського транскордонного співробітництва: до визначення  парадигми нормативного забезпечення.Південно-український правничий часоптс. №4. 2022. С.117-189.